# Eugénie Smet

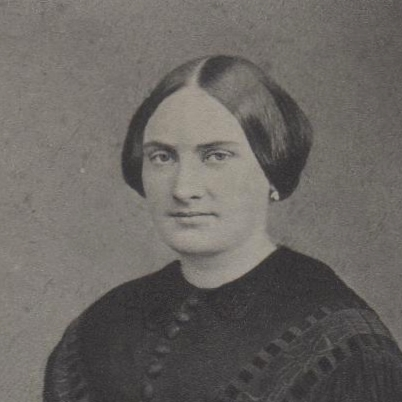
Eugénie Smet

Eugénie Smet (Rijsel, 25 maart 1825 - Parijs, 7 februari 1871) was een Franse non. Ze was erg begaan met de zielen in het vagevuur en stichtte hiervoor rond 1855, samen met Jean-Marie Vianney, de heilige pastoor van Ars, de zustercongregatie van de Auxiliatricen van de Zielen in het Vagevuur (Frans: Auxiliatrices des âmes du purgatoire). De zusters van deze congregatie zetten zich door middel van gebed in voor de zielen in nood en gaven daarnaast religieus onderricht aan meisjes. Als religieuze nam Eugénie Smet de naam Marie de la Providence (Maria van de Voorzienigheid) aan. Ze stierf in 1871 aan borstkanker.
Eugénie Smet werd zalig verklaard op 26 mei 1957 door paus Pius XII. Haar feestdag is op 7 februari.